# Berlanga, Badajoz
Berlanga este un oraș din Spania, situat în provincia Badajoz din comunitatea autonomă Extremadura. Are o populație de 2.546 de locuitori (2007).